# Red Wine in the Dark Night
Pour plus de détails, voir Fiche technique et Distribution.
Red Wine in the Dark Night (thaï : คืนนั้น, Khuen nan) est un film thaïlandais de Tanwarin Sukkhapisit, sorti en 2015.

## Synopsis
Wine, un jeune homme au physique angélique, rencontre par hasard un garçon de son âge qui se révèle totalement amnésique. Un lien particulier se noue entre eux lorsque Wine s'aperçoit de la nature de l'inconnu : ce dernier est une créature de la nuit, assoiffée de sang et mise au supplice par le manque. Wine finit par le laisser assouvir sa soif sur lui, franchissant du même coup le point de non retour.
Autour d'eux gravitent Tee, l'ex petit ami de Wine qui peine à accepter son homosexualité et Boy, un homme d'affaires épris de Wine depuis longtemps qui espère toujours le conquérir.
Entre les trois hommes, Wine est bientôt la cible de nombreux désirs, dont les plus inquiétants ne viennent pas nécessairement du vampire.

## Fiche technique
- Titre : 'Red Wine in the Dark Night
- Titre original : คืนนั้น (Khuen nan)
- Réalisation : Tanwarin Sukkhapisit
- Scénario : Tanwarin Sukkhapisit
- Musique :  Witcha Suyara
- Pays d'origine :  Thaïlande
- Langue : Thaï
- Genre : Thriller, fantastique, romance, érotique
- Durée : 105 minutes
- Date de sortie : 
  - Thaïlande : 23 juillet 2015[2]
  - Hong Kong : 5 octobre 2015 (avant-première chinoise au Festival du film lesbien et gay de Hong Kong), 10 octobre 2015
- Classification :
  - Thaïlande : interdit aux moins de 18 ans

## Distribution
- Steven Foorer (Steven Isarapong Fuller[3] ou Steven Furer) : Night
- Pongsatorn Sripinta : Wine
- Suttinut Uengtrakul : Mai
- Kistachapon Tananara : Boy
- Nontapat Intarasuan : Tee
- Sakdinan Chusawan : Gun[4]
- Pachara Kuekanjanaporn (Bank Pachara[5]) : Raberd